# Cantando por un sueño (Argentina)
Cantando (anteriormente llamado Cantando por un sueño —desde el 2006 al 2007—) es un programa de telerrealidad argentino de canto que fue estrenado el 16 de agosto de 2006 en Canal 13. Es la versión argentina del reality show de canto mexicano Cantando por un sueño y una de las varias iteraciones de la franquicia.
El formato del programa consiste en parejas formadas por una personalidad del mundo del espectáculo y un cantante aficionado («soñador») y competían para demostrar sus habilidades en varios géneros de música con el fin de concretar un «sueño» o causa conjunto de índole personal o humanitaria. Sin embargo, desde la tercera temporada realizada en 2011, el espectáculo introdujo a cantantes profesionales, quienes junto a sus celebridades, representaban a una organización benéfica. A partir de la quinta edición, los concursantes compiten para un premio personal —dinero en pesos argentinos— y ya no representaban a ninguna organización. Las parejas contaban con la asesoría de entrenadores vocales, que se encargaban de preparar las presentaciones de canto que se realizarían en cada ronda. Estas presentaciones eran calificadas por un jurado y las parejas con las puntuaciones más bajas se enfrentan a un «duelo de canto» y/o «duelo telefonico». En cada ronda se elimina una pareja a través de llamadas telefónicas y mensajes de texto de la audiencia, hasta que una pareja es coronada campeona.
Actualmente, el programa es producido por LaFlia Contenidos —bajo licencia de Televisa— y la próxima temporada a estrenarse se emitirá en América. La nueva temporada será presentada por Florencia Peña (quién debuta como conductora en este formato). El estrado de jueces estará integrado por cuatro personalidad del mundo artístico: la actriz y cantante Nacha Guevara, el periodista de espectáculos Marcelo Polino, el director artístico Flavio Mendoza y la modelo peruana Milett Figueroa. 
El programa contó con varios conductores en sus distintas temporadas: en el 2006 y 2007, Marcelo Tinelli estuvo a cargo del programa; en el 2011, la conducción estuvo a cargo de la dupla de José María Listorti y Denise Dumas; en el 2012, el programa fue presentado solamente por Listorti; y en la edición del 2020/21, Ángel de Brito y Laurita Fernández fue la nueva dupla conductora del formato.

## Elenco

### Línea de tiempo del elenco
Clave de color:
| Presentador | Juez | Juez invitado | VAR | Concursante | Juez retirado |

| Miembro del elenco        | Temporadas | Temporadas | Temporadas | Temporadas | Temporadas | Temporadas |
| Miembro del elenco        | 1          | 2          | 3          | 4          | 5          | 6          |
| ------------------------- | ---------- | ---------- | ---------- | ---------- | ---------- | ---------- |
| Florencia Peña            |            |            |            |            |            |            |
| Fernando Dente            |            |            |            |            |            |            |
| Marcelo Polino            |            |            |            |            |            |            |
| Nacha Guevara             |            |            |            |            |            |            |
| Flavio Mendoza            |            |            |            |            |            |            |
| Milett Figueroa           |            |            |            |            |            |            |
| Rodrigo Tapari            |            |            |            |            |            |            |
| Gladys, La Bomba Tucumana |            |            |            |            |            |            |
| Sandra Mihanovich         |            |            |            |            |            |            |
| Aníbal Pachano            |            |            |            |            |            |            |
| Marcelo Tinelli           |            |            |            |            |            |            |
| José María Listorti       |            |            |            |            |            |            |
| Denise Dumas              |            |            |            |            |            |            |
| Ángel de Brito            |            |            |            |            |            |            |
| Laurita Fernández         |            |            |            |            |            |            |
| Laura Fidalgo             |            |            |            |            |            |            |
| Lourdes Sánchez           |            |            |            |            |            |            |
| Fátima Flórez             |            |            |            |            |            |            |
| Florencia de la V         |            |            |            |            |            |            |
| Sebastián Mazzoni         |            |            |            |            |            |            |
| Patricia Sosa             |            |            |            |            |            |            |
| Oscar Mediavilla          |            |            |            |            |            |            |
| Valeria Lynch             |            |            |            |            |            |            |
| Moria Casán               |            |            |            |            |            |            |
| Karina, “La Princesita”   |            |            |            |            |            |            |
| Laura Ubfal               |            |            |            |            |            |            |
| Lucho Avilés (†)          |            |            |            |            |            |            |
| Lucía Galán (Pimpinela)   |            |            |            |            |            |            |
| Joaquín Galán (Pimpinela) |            |            |            |            |            |            |
| Pepe Cibrián Campoy       |            |            |            |            | 1          |            |
| Raúl Lavie                |            |            |            |            |            |            |
| Paz Martínez              |            |            |            |            |            |            |
| Reina Reech               |            |            |            |            |            |            |
| Patricio Giménez          |            |            |            |            |            |            |
| Sebastián Mellino         |            |            |            |            |            |            |
| Hugo Ávila                |            |            |            |            |            |            |

Notas
1. Renuncia por motivos personales, al finalizar la ronda 3. En su lugar, se incorpora Oscar Mediavilla.

## Temporadas
| Temporada | Parejas | Fecha de duración                             | Cuadro de honor                    | Cuadro de honor                        | Cuadro de honor                          |
| Temporada | Parejas | Fecha de duración                             | Campeones                          | Subcampeones                           | Semifinalistas                           |
| --------- | ------- | --------------------------------------------- | ---------------------------------- | -------------------------------------- | ---------------------------------------- |
| 1         | 13      | 16 de agosto – 15 de diciembre de 2006        | Iliana Calabró & Ricardo Rubio     | Rodolfo Ranni & Claudia Lorena Miranda | Daniel Santillán & Agustina Vita         |
| 1         | 13      | 16 de agosto – 15 de diciembre de 2006        | Iliana Calabró & Ricardo Rubio     | Rodolfo Ranni & Claudia Lorena Miranda | Sandra Ballesteros & Andres Olarte       |
| 2         | 15      | 1 de noviembre – 18 de diciembre de 2007      | Tití Fernández & Micaela Salinas   | Brenda Gandini & Francisco Cracogna    | Diego Ramos & Florencia Vázquez          |
| 2         | 15      | 1 de noviembre – 18 de diciembre de 2007      | Tití Fernández & Micaela Salinas   | Brenda Gandini & Francisco Cracogna    | Karina Jelinek & Emiliano Rómbola        |
| 3         | 16      | 7 de mayo – 18 de diciembre de 2011           | Patricio Giménez & Priscila Suárez | Álvaro Navia & Ana Paula Rodríguez     | Andrea López & Jonathan González         |
| 3         | 16      | 7 de mayo – 18 de diciembre de 2011           | Patricio Giménez & Priscila Suárez | Álvaro Navia & Ana Paula Rodríguez     | Belén Francese & Augusto Álvarez         |
| 4         | 20      | 13 de mayo – 17 de diciembre de 2012          | Fabio Moli & Natalie Scalzadonna   | Silvina Escudero & Sebastián Vitale    | Alfonso Abecasis & Irina Abecasis        |
| 4         | 20      | 13 de mayo – 17 de diciembre de 2012          | Fabio Moli & Natalie Scalzadonna   | Silvina Escudero & Sebastián Vitale    | Marcelo Iripino & Indira Aprile          |
| 5         | 30      | 27 de julio de 2020 – 15 de enero de 2021     | Agustín Sierra & Inbal Comedi      | Ángela Leiva & Brian Lanzelotta        | Gladys, la Bomba Tucumana & Tyago Griffo |
| 5         | 30      | 27 de julio de 2020 – 15 de enero de 2021     | Agustín Sierra & Inbal Comedi      | Ángela Leiva & Brian Lanzelotta        | Rocío Quiroz & Rodrigo Tapari            |
| 6         | 25      | 23 de septiembre de 2024 – 1 de enero de 2025 | Pepe Ochoa & Sol Bardi             | Juan Otero & Bianca Zoppini            | Lolo Poggio & Nicolás Repetto            |
| 6         | 25      | 23 de septiembre de 2024 – 1 de enero de 2025 | Pepe Ochoa & Sol Bardi             | Juan Otero & Bianca Zoppini            | Tyago Griffo & Giuliana Pioccini         |

## Participantes
Las celebridades que han participado en la competencia, son: 
Clave de color:
| Titular | Reemplazo | Invitado/a | Juez invitado | Coach vocal |

En orden alfabético (por temporada)
| Alicia Barbasola          |         |         |         |         |         |  |
| Benito Fernández          |         |         |         |         |         |  |
| Brenda Di Aloy            |         |         |         |         |         |  |
| Cecilia Carrizo           |         |         |         |         |         |  |
| Claribel Medina           |         |         |         |         |         |  |
| Daniel Santillán          | [ n 1 ] | [ n 1 ] | [ n 1 ] | [ n 1 ] |         |  |
| Darío Volpato             |         |         |         |         |         |  |
| Camila Lattanzio          |         |         |         |         |         |  |
| Constanza "Coty" Romero   |         |         |         |         |         |  |
| Cristian Urrizaga         |         |         |         |         |         |  |
| Georgina "Coy" Scaglione  |         |         |         |         |         |  |
| Juan Acosta               |         |         |         |         |         |  |
| Juan Otero                |         |         |         |         |         |  |
| Jean Pierre Noher         |         |         |         |         |         |  |
| Josefina Pouso            |         |         |         |         |         |  |
| Iliana Calabró            |         |         |         |         |         |  |
| Lola Poggio               |         |         |         |         |         |  |
| Mariela "Mimi" Alvarado   |         |         |         |         |         |  |
| Martín Coggi              |         |         |         |         |         |  |
| Matías Alé                |         |         |         |         |         |  |
| Mirta Wons                |         |         |         |         |         |  |
| Nazarena Vélez            |         |         |         |         |         |  |
| Noelia "La Gata" Martínez |         |         |         |         |         |  |
| Nerea López               |         |         |         |         |         |  |
| Pablo Granados            |         |         |         |         |         |  |
| Pedro Ochoa               |         |         |         |         |         |  |
| Rodolfo Ranni             |         |         |         |         |         |  |
| Rolo Puente (†)           |         |         |         |         |         |  |
| Roberto Peña              |         |         |         |         |         |  |
| Sandra Ballesteros        |         |         |         |         |         |  |
| Adriana Aguirre           |         |         |         |         |         |  |
| Brenda Gandini            |         |         |         |         |         |  |
| Carlos Perciavalle        |         |         |         |         |         |  |
| Carolina Oltra            |         |         |         |         |         |  |
| Diego Ramos               |         |         |         |         |         |  |
| Fabián Schultz            |         |         |         |         |         |  |
| Georgina Barbarrosa       |         |         |         |         | [ n 2 ] |  |
| Karina Jelinek            |         |         |         |         |         |  |
| Mª Fernanda Telesco       |         |         |         |         |         |  |
| Pamela David              |         |         |         |         |         |  |
| Roberto Piazza            |         | [ n 3 ] |         |         |         |  |
| Teresa Calandra           |         |         |         |         |         |  |
| Teto Medina               |         |         |         |         |         |  |
| Titi Fernández            |         |         |         |         |         |  |
| Álvaro Navia              |         |         |         |         |         |  |
| Anabela Ascar             |         |         |         |         |         |  |
| Andrea López              |         |         |         |         |         |  |
| Belén Francese            |         |         | [ n 4 ] | [ n 4 ] |         |  |
| Cae                       |         |         |         |         |         |  |
| César Pueyrredón          |         |         |         |         |         |  |
| Coki Ramírez              |         |         |         |         |         |  |
| Daniel Agostini           |         |         |         |         |         |  |
| David Bolzoni             |         |         |         |         |         |  |
| Florencia Tesouro         |         |         |         |         |         |  |
| Gino Renni                |         |         |         |         |         |  |
| Jean Carlos               |         |         |         |         |         |  |
| Jimena Monteverde         |         |         |         |         |         |  |
| Jonathan González         |         |         |         |         |         |  |
| José Vélez                |         |         |         |         |         |  |
| Juan Darthés              |         |         |         |         |         |  |
| Leo García                |         |         |         |         |         |  |
| Mariana Antoniale         |         |         |         |         |         |  |
| Paola Miranda             |         |         |         |         |         |  |
| Patricio Giménez          |         |         |         |         |         |  |
| Sofía Pachano             |         |         |         | [ n 5 ] |         |  |
| Sofía Zamolo              |         |         |         |         |         |  |
| Virginia Gallardo         |         |         |         |         |         |  |
| Adabel Guerrero           |         |         |         |         |         |  |
| Alejandra Maglietti       |         |         |         |         |         |  |
| Alfonso Abecasis          |         |         |         |         |         |  |
| Augusto Buccafusco        |         |         |         |         |         |  |
| Ayelén Paleo              |         |         |         | [ n 6 ] |         |  |
| Camilo García             |         |         |         |         |         |  |
| Carlos Sánchez            |         |         |         |         |         |  |
| Cecilia Bonelli           |         |         |         |         |         |  |
| Claudia Albertario        |         |         |         |         |         |  |
| Connie Ansaldi            |         |         |         |         |         |  |
| Fabio Moli                |         |         |         |         |         |  |
| Geraldine Neumann         |         |         |         |         |         |  |
| Julieta Bal               |         |         |         | [ n 7 ] |         |  |
| Jorge Ibáñez (†)          |         |         |         |         |         |  |
| Jorge Moliniers           |         |         |         |         |         |  |
| Marcelo Iripino           |         |         |         |         |         |  |
| Osmar Bornes              |         |         |         |         |         |  |
| Silvina Escudero          |         |         |         |         |         |  |
| Soledad Cescato           |         |         |         |         |         |  |
| Vanina Escudero           |         |         |         |         |         |  |
| Yanina Iglesias           |         |         |         |         |         |  |
| Agustín Sierra            |         |         |         |         |         |  |
| Agustina Agazzani         |         |         |         |         |         |  |
| Alexander Caniggia        |         |         |         |         |         |  |
| Ángela Leiva              |         |         |         |         |         |  |
| Brian Lanzelotta          |         |         |         |         |         |  |
| Candelaria Molfese        |         |         |         |         |         |  |
| Carmen Barbieri           |         |         |         |         |         |  |
| Charlotte Caniggia        |         |         |         |         |         |  |
| Dan Breitman              |         |         |         |         |         |  |
| Esmeralda Mitre           |         |         |         |         |         |  |
| Facundo Mazzei            |         |         |         |         |         |  |
| Fátima Florez             |         |         |         |         |         |  |
| Federico Salles           |         |         |         |         |         |  |
| Florencia Torrente        |         |         |         |         |         |  |
| Gladys, la Bomba Tucumana |         |         |         |         |         |  |
| Jey Mammón                |         |         |         |         |         |  |
| Juan Pérsico              |         |         |         |         |         |  |
| Laura Novoa               |         |         |         |         |         |  |
| Lizardo Ponce             |         |         |         |         |         |  |
| Lola Latorre              |         |         |         |         |         |  |
| Lucas Spadafora           |         |         |         |         |         |  |
| Luisa Albinoni            |         |         |         |         |         |  |
| María Agostina Marabotto  |         |         |         |         |         |  |
| Mariana Brey              |         |         |         |         |         |  |
| Melina Lezcano            |         |         |         |         |         |  |
| Micaela Viciconte         |         |         |         |         |         |  |
| Miguel Ángel Rodríguez    |         |         |         |         |         |  |
| Pablo Ruiz                |         |         |         |         |         |  |
| Patricio Arellano         |         | [ n 8 ] |         |         |         |  |
| Rocío Quiroz              |         |         |         |         |         |  |
| Rodrigo Tapari            |         |         |         |         |         |  |
| Santiago Griffo           |         |         |         |         |         |  |
| Sofía Morandi             |         |         |         |         |         |  |
| Walter "Alfa" Santiago    |         |         |         |         |         |  |

Notas
1. ↑  En la edición 2, Santillán entró al concurso como reemplazo de Roberto Piazza. En la temporada 4 entró por medio del repechaje, reemplazando a Jorge Ibáñez.
2. ↑  Barbarrosa estaba confirmada para participar de la quinta edición, pero días antes del debut se bajó por motivos personales.
3. ↑  Piazza abandonó el concurso, en la ronda 4, por motivos personales.
4. ↑  En la temporada 4 entró por medio del repechaje, reemplazando a Adabel Guerrero.
5. ↑  Pachano reemplazó en el repechaje a Alejandra Maglietti, para entrar como titular en el programa, aunque no ingresó.
6. ↑  Paleo reemplazó en el repechaje a Claudia Albertario, para entrar como titular en el programa, aunque no ingresó.
7. ↑  Bal reemplazó en el repechaje a Cecilia Bonelli, para entrar como titular en el programa, aunque no ingresó.
8. ↑  En la segunda temporada, fue el coach vocal de la pareja de Fabián Schultz y Erika Rodríguez.